# Waiting for the Floods
Waiting for the Floods är ett album med den engelska musikgruppen The Armoury Show från 1985. Det är bandets enda album. Den mest kända låten är "Castles in Spain".

## Låtlista
1. Castles in Spain (4:35)
2. Kyrie (4:01)
3. A Feeling (4:44)
4. We Can Be Brave Again (3:53)
5. Higher Than the World (4:45)
6. The Glory of Love (4:57)
7. Waiting for the Floods (5:34)
8. A Sense of Freedom (4:05)
9. Sleep, City Sleep (5:00)
10. Avalanche (5:19)